# Ménométrorragie
La ménométrorragie associe des saignements abondants au moment des menstruations (ménorragie) et des saignements entre les menstruations (métrorragie).
Elle se produit habituellement chez les femmes qui entament leur période reproductive ou qui l’achèvent, donc qui ont environ moins de 20 ans ou plus de 45. Ce diagnostic est posé quand toute autre cause n’est pas pertinente. On constate la ménométrorragie chez les femmes qui souffrent du syndrome de Stein-Leventhal (kystes aux ovaires), également appelé syndrome des ovaires polykystiques.
Les femmes qui sont en dialyse ou qui utilisent un moyen de contraception intra-utérin peuvent avoir des règles abondantes et prolongées.
La ménométrorragie s’apparente donc aux autres saignements utérins : ménorragie (hyperménorrhée, c'est-à-dire règles très abondantes), métrorragie (hémorragie utérine), polyménorrée (règles trop fréquentes).

## Diagnostic
Le diagnostic est tout d'abord différentiel.
Contenu de l'interrogatoire
- Durée et la fréquence des règles, et si elles sont ou non abondantes, avec présence ou non de caillots, la durée du problème etc.
- Type de contraceptifs utilisés, prise de médicaments, opération subie.

Élimination des causes possible
Le diagnostic de la ménométrorragie demande généralement du temps en raison du nombre de tests à effectuer.
- Une pseudo-ménométrorragie peut être le signe d'une pollakiménorrhée ou tachyménorrhée : Les règles surviennent de façon anarchique, de durée et d'abondance variables.
- La ménorragie peut être un signe de ménométrorragie. Elle peut être causée par : un déséquilibre hormonal, des tumeurs près de l’utérus, une infection, des polypes ou un cancer, une endométriose, une hypothyroïdie, des problèmes de coagulation du sang (ce qui est très rare), un Lupus, une maladie grave du foie, des reins, une chimiothérapie, l'utilisation de stéroïdes, etc.

Une fois toutes les possibilités éliminées quant à une grossesse, à une infection et à des tumeurs (malignes ou bénignes), on peut conclure que le saignement prolongé risque fort d’être une ménométrorragie
Signes normaux
- Légères taches de sang avant le début des règles.
- Présence de taches de sang pendant les premiers mois de prise d'une pilule anticonceptionnelle.
- Ménopause ou postménopause et prise d'hormones de substitution d'œstrogènes et progestine : saignements quelques jours par mois, comme des règles.

Signes de ménométrorragie
- Saignement vaginal prolongé.
- Saignements vaginaux en ménopause ou postménopause sans prise d'hormones de substitution.
- Ménorragie : peut être un signe de ménométrorragie.

## Traitement
Le traitement dépend essentiellement de l'origine des saignements.
- Il peut être médicamenteux en cas de ménotrorragie due à un déséquilibre hormonal, mais il peut aussi être chirurgical si on détecte en fait une grossesse (extra utérine par exemple).
- Éliminer les symptômes pour que la personne puisse mener une vie normale : le traitement peut varier, allant de la prescription de médicaments à l’intervention chirurgicale.

La réaction au traitement diffère d’une personne à l’autre. Souvent, l'âge et les problèmes médicaux ont une influence.
Il n’y a aucune mesure de prévention à ce problème.

## Recours aux services d'urgence
Il est nécessaire de se rendre au service des urgences en cas de :
- Si on détrempe plus d’une serviette sanitaire par heure pendant plus de deux ou trois heures ;
- Saignements vaginaux imprévus et importants.